# Utiel
Utiel és un municipi i una ciutat del País Valencià que es troba a la comarca de la Plana d'Utiel-Requena. Pertany a la província de València, i està situat en un altiplà al qual dona nom (la Plana d'Utiel) i a la vora del riu Magre. Té 11.531 habitants (INE 2019). El municipi va pertànyer, històricament, al Regne de Castella i posteriorment a la província de Conca fins que el 1851 es va decidir la seua incorporació definitiva a la província de València.
És un important nus de comunicacions; se situa a la vora de l'autovia A-3 (València-Madrid), de la carretera N-330 (Alacant a França per Saragossa) i d'una xarxa de carreteres locals i comarcals. Des de finals del segle xix disposa d'estació de ferrocarril, que donava servei a la línia de llarga distància Madrid-Conca-València, fins a la seua clausura el 2021, i a la línia 3 de rodalia de València (Utiel-València). Des de desembre de 2010 posseïx connexió AVE a través de l'estació de Requena-Utiel (a la lína d'alta velocitat Madrid-València) situada en el llogaret de San Antonio de Requena. Disposa també de dos polígons industrials.

## Geografia
El relleu presenta una forma relativament plana, en forma d'altiplà perllongat cap al sud-oest, tancat per vores muntanyenques pel nord-est i l'oest, mentre que per la part central-septentrional la rambla de la Torre forma una petita vall de fons pla que és com un passadís fins a les terres planes de Sinarques i Ranera. Al nord-est s'eleva la serra del Negrete o d'Utiel, poderós anticlinal juràssic d'orientació ibèrica que separa la Plana de la comarca dels Serrans. Corona la serra del Negrete el cim del Remei o Remedio, sostre de la comarca amb 1.306 metres d'altitud.

### Municipis limítrofs
Limita amb Camporrobles, Caudete de las Fuentes, Fuenterrobles, Requena i Sinarques (a la mateixa comarca); i amb Benaixeve i Xelva (a la comarca dels Serrans).

### Nuclis
- Utiel
- Casa Medina
- Las Casas és una pedania situada al nord-oest de la vila. La seva població era de 301 habitants en 2009.[1]
- Los Corrales
- Las Cuevas
- Estenas
- El Remedio
- La Torre

### Clima
Utiel té un clima continental, dels més rigorosos de l'est peninsular. Els estius són curts i més calorosos que en el litoral i els hiverns molt llargs i extremadament gèlids. Solen superar-se els 6 mesos d'hivern consecutius. La neu és freqüent durant els mesos centrals de l'hivern, com també les gelades nocturnes; mentres que a l'estiu són habituals les pedregades i les tempestes severes, especialment en la part occidental de la comarca.
| Mes            | Gen  | Feb  | Mar | Abr  | Mai  | Jun  | Jul  | Ago  | Set  | Oct  | Nov  | Des  | Any  |
| -------------- | ---- | ---- | --- | ---- | ---- | ---- | ---- | ---- | ---- | ---- | ---- | ---- | ---- |
| Mitjana màx °C | 5,8  | 7,5  | 9,9 | 14,3 | 18,0 | 25,2 | 28,2 | 30,8 | 27,9 | 21,4 | 14,2 | 8,1  | 17,6 |
| Mitjana mín °C | -5,2 | -3,5 | 0,7 | 9,9  | 11,2 | 13,5 | 15,1 | 16,0 | 13,9 | 10,4 | 4,7  | -2,6 | 7,0  |
| Pluja mm       | 58   | 46   | 29  | 50   | 58   | 39   | 28   | 24   | 29   | 56   | 58   | 70   | 545  |

## Història
Els seus orígens es remunten al Neolític, amb jaciments íbers i romans. Utiel va pertànyer al Regne Visigot, sent conquistada després pels àrabs. Va ser reconquistada posteriorment, i va passar a formar part del Regne de Castella. Pere I de Castella el Justicier li va atorgar la Carta de poblament en 1355 en Curiel de los Ajos. Felip IV li va concedir el títol de Ciutat l'any 1645, sent una de les ciutats més antigues d'Espanya.
En la divisió provincial de Javier de Burgos va quedar incorporada a la província de Conca; no obstant això, l'any 1851, a través de la Reial Ordre de 25 de juny, es va decidir la seua incorporació a la de València, de la qual va passar a dependre, juntament amb la resta de municipis de l'actual comarca de la Plana d'Utiel-Requena (a excepció de Sinarques i Xera, que ja en formaven part des d'un principi).
La inauguració en 1885 del línia ferroviària València–Utiel (com a primer pas per a la línia València–Conca–Madrid) va revolucionar el sector vinícola de la zona pel fet que la producció es podia transportar al port de València per a ser exportada a tot Europa. Això va generar un increment de l'activitat econòmica i de la població. El 1912 els vinyers d'Utiel van sofrir els atacs de la fil·loxera, però el ritme de repoblament va ser superior al de destrucció i va anar el 1950, estant l'epidèmia ja superada, quan l'extensió de la superfície de vinyers va ser màxima.

## Demografia
| Evolució demogràfica d'Utiel | Evolució demogràfica d'Utiel | Evolució demogràfica d'Utiel | Evolució demogràfica d'Utiel | Evolució demogràfica d'Utiel | Evolució demogràfica d'Utiel | Evolució demogràfica d'Utiel | Evolució demogràfica d'Utiel | Evolució demogràfica d'Utiel | Evolució demogràfica d'Utiel | Evolució demogràfica d'Utiel | Evolució demogràfica d'Utiel | Evolució demogràfica d'Utiel | Evolució demogràfica d'Utiel | Evolució demogràfica d'Utiel | Evolució demogràfica d'Utiel | Evolució demogràfica d'Utiel | Evolució demogràfica d'Utiel | Evolució demogràfica d'Utiel | Evolució demogràfica d'Utiel |
| 1857                         | 1887                         | 1900                         | 1910                         | 1920                         | 1930                         | 1940                         | 1950                         | 1960                         | 1970                         | 1981                         | 1991                         | 2001                         | 2006                         | 2007                         | 2011                         | 2013                         | 2015                         | 2017                         | 2019                         |
| ---------------------------- | ---------------------------- | ---------------------------- | ---------------------------- | ---------------------------- | ---------------------------- | ---------------------------- | ---------------------------- | ---------------------------- | ---------------------------- | ---------------------------- | ---------------------------- | ---------------------------- | ---------------------------- | ---------------------------- | ---------------------------- | ---------------------------- | ---------------------------- | ---------------------------- | ---------------------------- |
| 7.072                        | 10.638                       | 11.642                       | 11.777                       | 13.137                       | 11.875                       | 12.411                       | 13.365                       | 12.542                       | 11.384                       | 12.021                       | 11.392                       | 11.839                       | 12.012                       | 12.053                       | 12.449                       | 12.311                       | 11.915                       | 11.601                       | 11.531                       |

## Economia
L'autèntic flux socioeconòmic de la ciutat d'Utiel i les seues poblacions limítrofes, és el vi. Posseïx la ciutat un celler cooperatiu, possiblement el major del País Valencià, on s'elaboren uns vins excel·lents, predominantment negres; procedents de la varietat Boval. No obstant això, la introducció en els últims anys de varietats internacionalment conegudes com a Cabernet sauvignon, Merlot, Chardonnay i altres, han vingut a coadjuvar dintre del més pur estil clàssic, una posada al dia amb excel·lents brous, punta de llança en concursos internacionals i presència en mercats de diversos continents. Vins, tant negres d'envelliment com criances, reserves, o blancs fermentats en bóta i negres actuals com el tipus madurat en bóta.
El sector ramader compta amb diverses granges de porc, avícoles, caps de llanar i de boví.
La indústria es va iniciar durant el segle xviii amb diverses destil·leries d'aiguardent, molins de paper i mig centenar de teixidors. El paper i la seda es van malmetre en el segle xx, quan la recuperació dels vinyers francesos va fer disminuir les exportacions i va haver-hi necessitat de cremar la major part del vi produït en les alcoholeres.

## Política i govern

### Composició de la Corporació Municipal
El Ple de l'Ajuntament està format per 17 regidors. En les eleccions municipals de 28 de maig de 2023 foren elegits 10 regidors del Partit Popular (PP) i 7 del Partit Socialista del País Valencià (PSPV-PSOE).
| Eleccions municipals de 28 de maig de 2023 - Utiel                                                                                        |                                          |                                     |                                     |        |           |          |
| Candidatura | Candidatura                              | Candidatura                         | Cap de llista                       | Vots   | Vots      | Regidors |
| | Partit Popular                           |                                     | Ricardo Gabaldón Gabaldón           | 3.599  | 54,96%    | 10 (+4)  |
| | Partit Socialista del País Valencià-PSOE |                                     | Fernando Arenas Mateos-Aparicio     | 2.413  | 36.85%    | 7 (-3)   |
| | Unides Podem-Izquierda Unida Utiel       |                                     | Antonia Reyes                       | 242    | 3,69%     | 0 (-1)   |
| | Vox                                      |                                     | María Isabel Castellano             | 156    | 2,38%     | 0 ()     |
| | Vots en blanc                            |                                     |                                     | 138    | 2.1 %     |          |
| Total vots vàlids i regidors | Total vots vàlids i regidors             | Total vots vàlids i regidors        | Total vots vàlids i regidors        | 6.548  | 100 %     | 17       |
| | Vots nuls                                | Vots nuls                           | Vots nuls                           | 162    | 1,27%     |          |
| Participació (vots vàlids més nuls) | Participació (vots vàlids més nuls)      | Participació (vots vàlids més nuls) | Participació (vots vàlids més nuls) | 6.710  | 68,12%**  |          |
| Abstenció | Abstenció                                | Abstenció                           | Abstenció                           | 2.391* | 26.27 %** |          |
| Total cens electoral | Total cens electoral                     | Total cens electoral                | Total cens electoral                | 9.101* | 100 %**   |          |
| Alcalde: Ricardo Gabaldón Gabaldón Per majoria absoluta dels vots dels regidors (10 vots: 10 del PP i 7 en contra del PSOE)               |                                          |                                     |                                     |        |           |          |
| Fonts: Junta Electoral de Zona d'Utiel. Ayuntamiento de Utiel. (* No són vots sinó electors. ** Percentatge respecte del cens electoral.) |                                          |                                     |                                     |        |           |          |

### Alcaldes
Des del 17 de juny de 2023 l'alcalde d'Utiel és Ricardo Gabaldón Gabaldón del Partido Popular.
| Període                       | Alcalde o alcaldessa      | Partit polític | Data de possessió | Observacions |
| ----------------------------- | ------------------------- | -------------- | ----------------- | ------------ |
| 1979–1983                     | José Yagüe Hernández      | PSPV-PSOE      | 19/04/1979        | --           |
| 1983–1987                     | Luis Pérez Moya           | PSPV-PSOE      | 28/05/1983        | --           |
| 1987–1991                     | Luis Pérez Moya           | PSPV-PSOE      | 30/06/1987        | --           |
| 1991–1995                     | José Yagüe Hernández      | PSPV-PSOE      | 15/06/1991        | --           |
| 1995–1999                     | Vicente Sánchez Iranzo    | PSPV-PSOE      | 17/06/1995        | --           |
| 1999–2003                     | Enrique Luján Castro      | PP             | 03/07/1999        | --           |
| 2003–2007                     | Enrique Luján Castro      | PP             | 14/06/2003        | --           |
| 2007–2011                     | José Luis Ramírez Ortiz   | PP             | 16/06/2007        | --           |
| 2011–2015                     | José Luis Ramírez Ortiz   | PP             | 11/06/2011        | --           |
| 2015–2019                     | Fernando Benlliure García | PSPV-PSOE      | 13/06/2015        | --           |
| 2019-2023                     | Fernando Benlliure García | PSPV-PSOE      | 15/06/2019        | --           |
| Des de 2023                   | Ricardo Gabaldón Gabaldón | PP             | 17/06/2023        | --           |
| Fonts: Generalitat Valenciana |                           |                |                   |              |

## Monuments

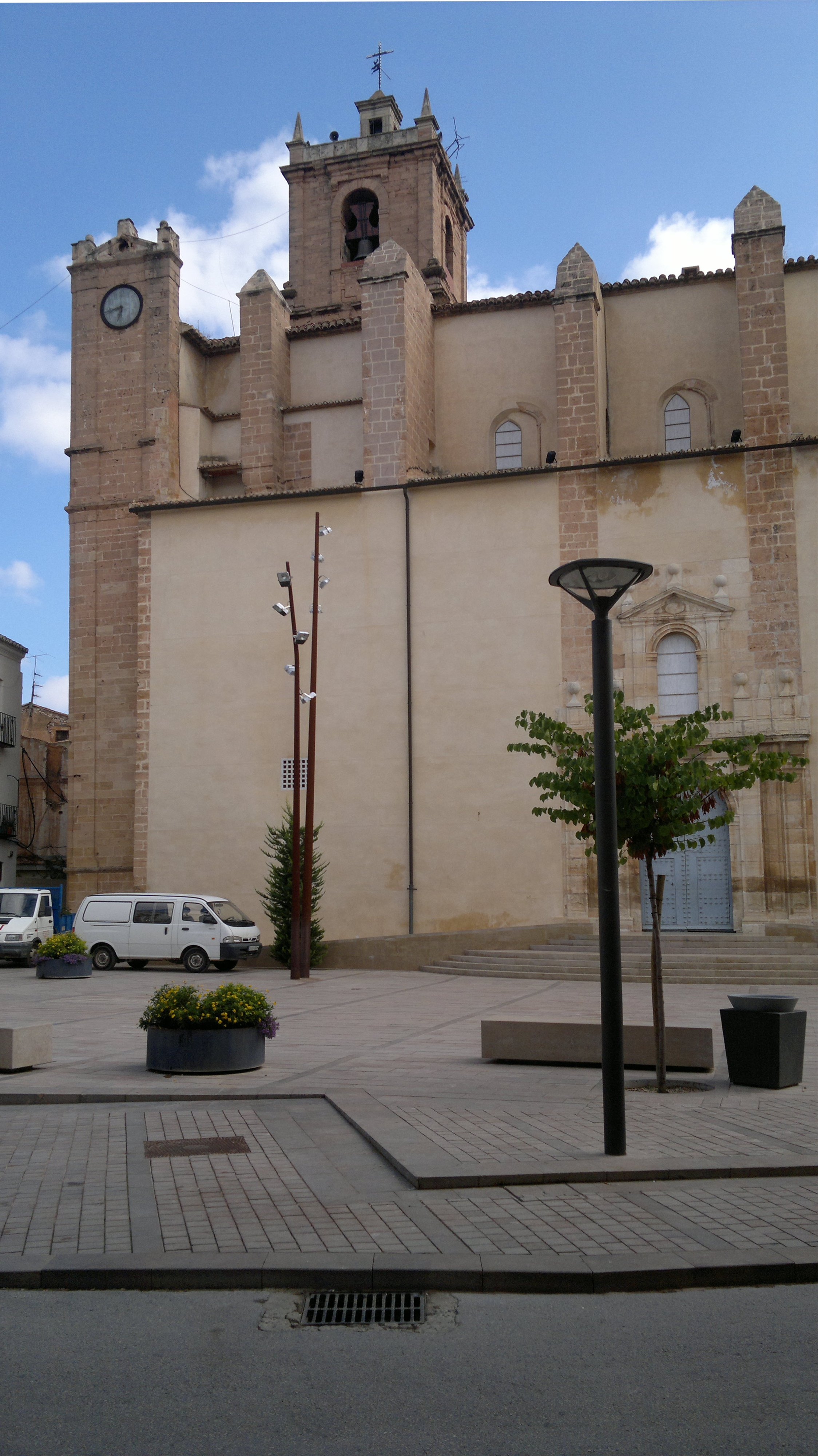
Església de l'Assumpció.

### Monuments religiosos
- Església de l'Assumpció. D'estil gòtic isabelí, fon construïda a mitjan segle xvi. En 1665, es va portar a terme una reedificació, com ho testimonia la interessant pintura del tester que ocultaria el grandiós altar barroc desaparegut. També de mèrit la imatge de Crist amb la Creu a coll, co-patró d'Utiel amb la Verge del Remei, i un esplèndid terna renaixentista, amb figures i escut brodats en or i plata. A principis del segle xx es va edificar la Capella de la Comunió, en pur art neogòtic.
- Església de la Mercé. D'estil neoclàssic, va albergar a l'origen als Mercedaris des de 1635 fins a la desamortització de 1835. La fàbrica de la seua església té planta rectangular amb una important nau central i laterals amb diverses capelles. El creuer és ampli, obrint-se el braç esquerre a un espaiós sagrari, presenta un presbiteri elevat, amb pintures al fresc i igual que les de la part superior dels braços del creuer fan referència a l'orde dels Mercedaris i els seus fundadors. És significativa la seua cúpula recoberta de teules vidriades blaves i blanques amb el gran escut de la façana, conservat en bon estat.
- Església de Sant Francesc. Fundat en 1751, del mateix estil que la de la Mercé, i anàloga disposició, encara que de data posterior i més petita. Edificada sobre un pujol, té una esvelta torre campanar que constituïx una fita de referència dominant la part occidental del caseriu.
- Ermita del Remei. (segle xvi) gòtic, barroc i neoclàssic.

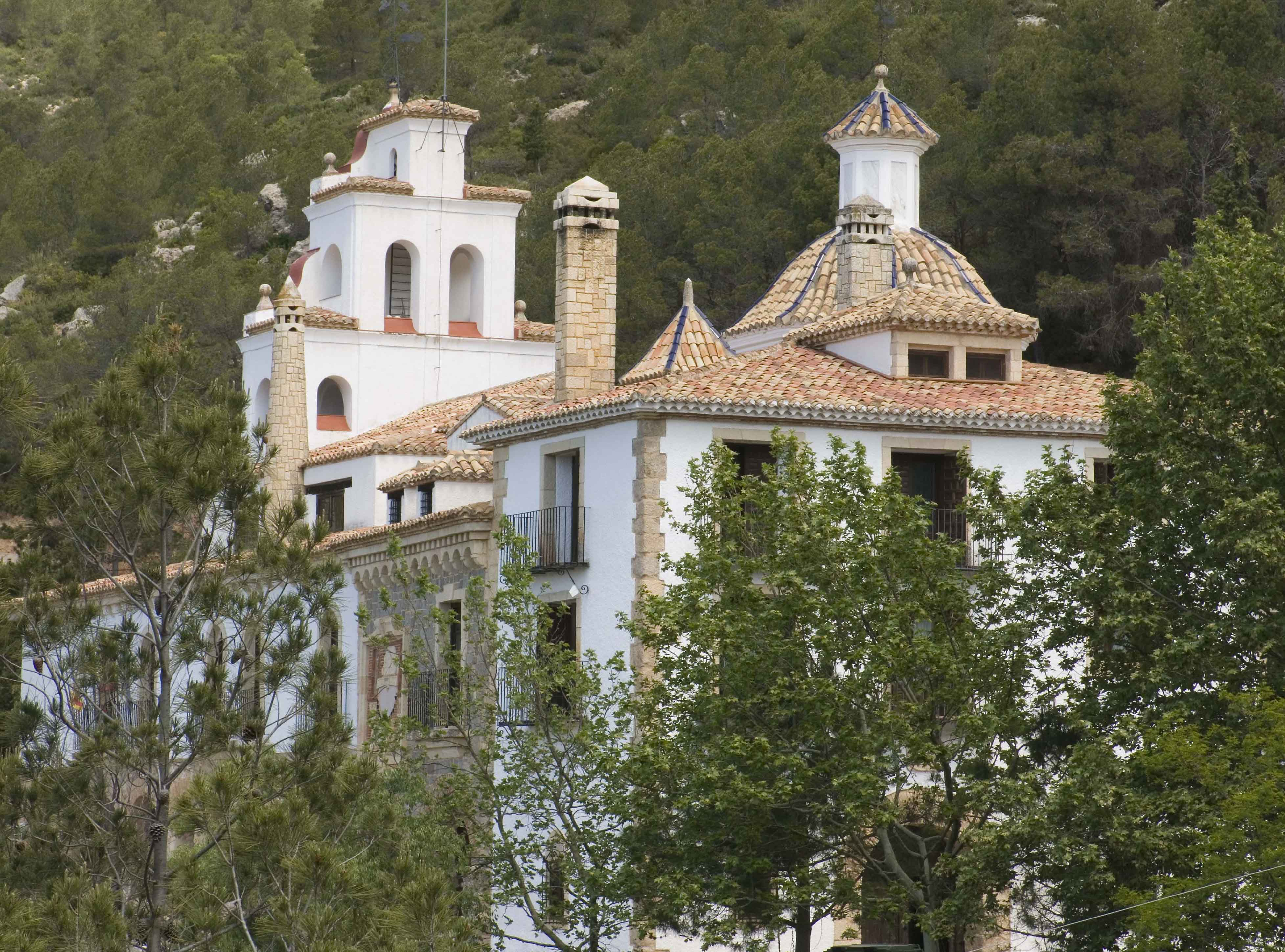
Ermita -Santuari- del Remei (Utiel)

### Monuments civils
- Nucli històric. El nucli antic, replet de sabor medieval i amb traçats que denoten el seu passat àrab, en els carrers com ara el de les Armes, Trinitat, Enmig i Beat Gálvez, es poden trobar habitatges de planta baixa, que en el seu moment va ser vestíbul i pis únic, amb volada i parets encofrades amb suports verticals de taules i bigues de cap llaurat. De major entitat van ser les casones pairals dels nobles i gentilhomes de les quals encara es conserven algunes amb els seus blasons en llindes i façanes. Altres residències d'algunes famílies de llinatge nobiliari van ser construïdes posteriorment en ravals o extramurs com ara els de Medina, Córdova o Alamazón (restaurada recentment i de propietat municipal, acull exposicions d'art). Destaca la casa de Pasiego, construïda en el passat segle, és una grandiosa mansió amb 24 balconades a l'exterior, planta baixa i dos pisos amb un important pati, jardí i cotxeres. Al llarg de tot el nucli antic es poden admirar petites construccions típiques amb portes tallades en les quals hi ha interessants baldes o picaportes, reixes de forja en rombes i la característica mitja canya, sobre la qual descansen les típiques balconades que encara ostenten moltes cases utielanes.
- Castell i muralla. Està classificat com bé d'interès cultural amb codi 46.17.249-005 per declaració genèrica. Utiel va estar emmurallat fins a la segona meitat del segle xix, en què es van enderrocar les muralles.
- Coves i cellers subterranis. Utiel conserva en el subsòl un impressionant entramat de galeries subterrànies, moltes d'elles d'època medieval, que van servir de refugi i magatzem durant la història de la ciutat. Algunes d'elles han estat recuperades i rehabilitades per l'Ajuntament i son visitables com ara les situades al carrer Puerta Nueva o sota la plaça Puerta del Sol.
- Casa Consistorial. És un noble edifici de sòbria i elegant arquitectura castellana, amb bella portada d'estil neoclàssic. Té planta baixa i dos pisos amb balconades de típica traça. Sota el ràfec l'escut Real Espanyol de l'època dels Borbó. En l'interior de l'Ajuntament es conserven diversos documents de l'època medieval, entre ells la Carta de poblament concedida per Pere I de Castella a Utiel en 1355.
- Plaça de bous La Utielana. Monumental plaça, una de les més antigues del País Valencià, inaugurada en 1858, que el seua galeria amb capacitat per a 10.000 espectadors, està cobert en part de llotges i "nayas" per un graciós sostre sostingut per 108 columnes amb capitells de ferro de volutes jòniques.

## Museus
- Museu del Vi. Situat en el famós Celler Rodona (seu del Consell Regulador de la Denominació d'Origen Utiel-Requena), alberga les nombroses marques de vi de la denominació i utensilis de camp, al costat d'instruments utilitzats per a l'elaboració del vi durant anys. Hui dia és un Museu permanent que permet endinsar-se en el coneixement d'una indústria de gran interés i tradició a la població.
- El Almazar. És un dels museus i monuments emblemàtics de la ciutat, on es pot conéixer i admirar l'aparell destinat a l'extracció de la cera de les bresques, pràcticament l'únic que es conserva en el món juntament amb un altre de Portugal. És la seu del Museu de la mel i de la cera.

## Festes i celebracions
- Falles. Utiel celebra les seues festes a Sant Josep, en el dia de les quals es cremen falles al model de València.
- Sant Joan Baptista. Se celebra el 24 de juny.
- Fira i Festes Patronals. Festes en honor de la Verge del Remei amb romiatge des de l'ermitori fins a Utiel entre altres actes lúdics i religiosos. Tradicionalment eren celebrades del 6 al 15 de setembre. Una consulta popular organitzada per l'ajuntament el 2016 acordà majoritàriament canviar les dates de les festes per a vincular-les als dies de la setmana. En conseqüència, des d'aleshores, les festes se celebren des del primer dissabte de setembre fins al segon diumenge posterior.[8]
- Setmana Santa. Processons i actes religiosos.
- Carnestoltes.

### Fires
- F.I.C.U. (Fira de la Indústria i del Comerç d'Utiel). Organitzada pels empresaris i comerciants locals anualment des de 1998, al voltant de les festes patronals.
- Utiel Gastronómica. Fira d'alimentació local on destaquen els vins i caves dels cellers integrats en el Consell regulador de la D.O. Utiel-Requena, els productes de carnisseries i forns que pertanyen a l'Associació Marca de Qualitat Utiel Gastronòmica, com mel, olis d'oliva, etc. Sol celebrar-se el penúltim cap de setmana d'octubre.

## Fills il·lustres
- Enrique Rambal Sacía (1896-1956), actor, director de teatre i empresari
- Gabriel Albiac (1950), filòsof, escriptor i columnista.